# Bisaltes bimaculatus
Bisaltes bimaculatus es una especie de escarabajo longicornio del género Bisaltes, subfamilia Lamiinae. Fue descrita científicamente por Aurivillius en 1904.
Se distribuye por Argentina, Bolivia y Brasil. Posee una longitud corporal de 11-13,84 milímetros. El período de vuelo de esta especie ocurre en los meses de enero, febrero, marzo, septiembre, octubre, noviembre y diciembre.
La dieta de Bisaltes bimaculatus se compone de plantas y arbustos de la familia Solanaceae, entre ellas, la especie Solanum glaucum del género Solanum.